# Cantó de Clarmont d'Alvèrnia Sud
El cantó de Clarmont d'Alvèrnia Sud és un cantó francès del departament del Puèi Domat, situat al districte de Clarmont d'Alvèrnia. Compta amb part del municipi de Clarmont d'Alvèrnia.

## Municipis
- Clarmont d'Alvèrnia

## Història
| Data d'elecció                           | Identitat         | Partit                    | Qualitat |
| ---------------------------------------- | ----------------- | ------------------------- | -------- |
| 1964-1982                                | Arsène Boulay     | SFIO, després PS          |          |
| 1982-2001                                | Marcel Francannet | RPR                       |          |
| 2001-                                    | Serge Lesbre      | PS, després Divers gauche |          |
| les dades anteriors no són pas conegudes |                   |                           |          |
|                                          |                   |                           |          |

## Demografia
| 1962 | 1968 | 1975 | 1982 | 1990 | 1999 | 2007   |
| ---- | ---- | ---- | ---- | ---- | ---- | ------ |
| -    | -    | -    | -    | -    | -    | 12.903 |